# La Cornada
La Cornada est une eau-forte sur cuivre réalisée en 1950 alors que le jeune graveur s'était vu offrir un séjour de deux ans à la  Casa de Velázquez, Madrid, en Espagne.

## Contexte
L'artiste est originaire du midi de la France et il a déjà suivi des courses de taureaux dans sa jeunesse. Mais à son arrivée à Madrid, en décembre 1950, la temporada est terminée. Il lui faudra attendre 1951 pour retrouver l'ambiance des arènes, en particulier il fréquente celles de Las Ventas, et aussi celles de Vista Alegre dans le faubourg de Carabanchel.
En attendant, il va dans les bibliothèques, à la recherche de gravures populaires retraçant la mort de Pepe Hillo célèbre torero du XVIIIe siècle. C'est de là qu'il tire la première eau-forte sur cuivre : La Cornada.

## Description
Le premier état comprend 1/4 sur vergé ancien, 2/4 sur Richard de Bas, 3/4 sur Marais, 4/4 sur Richard de Bas, épreuve retouchée à l'encre en vue d'un prochain état. Le deuxième état est définitif sur vergé ancien 1/1. La gravure a été tirée à 50 exemplaires par Adolphe Ruperez imprimeur de la Chalcographie Nationale de Madrid (Calcografía Nacional) située à l'Académie royale des Beaux-Arts San Fernando.
La gravure montre le torero acculé à la barrière, sans espoir de |sortie, tandis que le picador, impuissant, avec son cheval et sa pique placés du mauvais côté n'ont pas l'espace pour intervenir. Le volume de l'animal et dilaté jusqu'aux limites de l'espace artistique. On ne voit pas de public mais seulement les quatre protagonistes : cheval caparaçonné, picador, toro et matador mourant.